# Olga Medvedtseva
Olga Valerievna Medvedtseva (en russe : Ольга Валерьевна Медведцева), anciennement Pyleva (Пылёва), née Zamorozova (Заморозова) le 7 juillet 1975 à Borodino (Sibérie), est une biathlète russe, championne olympique de mass start en 2002 et de relais en 2010.

## Carrière
Olga Pyleva fait ses débuts en Coupe du monde en janvier 2000 à Oberhof et gagne directement sa première course avec ses coéquipières du relais. Aux Championnats du monde disputés à Oslo quelques semaines après, elle est médaillée d'or en relais.
Médaillée d'or de la poursuite après être remontée de la huitième place au départ après le sprint et de bronze en relais aux Jeux olympiques de Salt Lake City en 2002, elle remporte aussi l'Individuel des Mondiaux 2004. Elle remporte huit victoires en Coupe du monde jusqu'en 2005, terminant deuxième au classement général en 2004 et troisième en 2005 après avoir lutté jusqu'au bout avec Sandrine Bailly pour le titre.
Deuxième du 15 km individuel lors des Jeux olympiques d'hiver de 2006, elle est déclarée positive au carphédon à la suite du contrôle antidopage, entraînant son exclusion des Jeux et la perte de la médaille d'argent de l'individuel.
Suspendue deux ans, elle effectue son retour en Coupe du monde à l'occasion de la saison 2008-2009. La biathlète retrouve les podiums avec une deuxième place à la mass-start d'Oberhof.
En 2010, elle remporte son deuxième titre olympique, en relais avec Svetlana Sleptsova, Anna Bogali-Titovets et Olga Zaitseva puis annonce la fin de sa carrière le mois suivant.
Elle est mariée au biathlète Valeri Medvedtsev.

## Palmarès

### Jeux olympiques
| Épreuve / Édition                              | Individuel   | Sprint | Poursuite                      | Départ en masse                  | Relais                              |
| Jeux olympiques d'hiver de 2002 Salt Lake City | 4e           | 8e     | Médaille d'or, Jeux olympiques | Épreuve inexistante à cette date | Médaille de bronze, Jeux olympiques |
| Jeux olympiques d'hiver de 2006 Turin          | Disqualifiée |        |                                |                                  |                                     |
| Jeux olympiques d'hiver de 2010 Vancouver      | 21e          | 22e    | 20e                            | 4e                               | Médaille d'or, Jeux olympiques      |

Légende :
- : première place, médaille d'or
- : deuxième place, médaille d'argent
- : troisième place, médaille de bronze
- : pas d'épreuve
- — : Non disputée par Medvedtseva

### Championnats du monde
| Mondiaux \ Épreuve        | Individuel           | Sprint            | Poursuite         | Départ en masse           | Relais                   | Relais mixte                     |
| 2000 Oslo                 | 11e                  | —                 | —                 | 11e                       | Médaille d'or, monde     | Épreuve inexistante à cette date |
| 2001 Pokljuka             | 13e                  | 7e                | 4e                | 7e                        | Médaille d'or, monde     | Épreuve inexistante à cette date |
| 2002 Oslo                 | JO Salt Lake City    | JO Salt Lake City | JO Salt Lake City | Médaille d'argent, monde  | JO Salt Lake City        | Épreuve inexistante à cette date |
| 2003 Khanty-Mansiïsk      | —                    | 36e               | 30e               | 14e                       | —                        | Épreuve inexistante à cette date |
| 2004 Oberhof              | Médaille d'or, monde | 45e               | 24e               | 24e                       | Médaille d'argent, monde | Épreuve inexistante à cette date |
| 2005 Hochfilzen Khanty-M. | 6e                   | 6e                | 4e                | Médaille de bronze, monde | Médaille d'or, monde     | Médaille d'or, monde             |
| 2009 Pyeongchang          | 19e                  | 21e               | 14e               | 9e                        | Médaille d'or, monde     | —                                |

Légende :
- : première place, médaille d'or.
- : deuxième place, médaille d'argent.
- : troisième place, médaille de bronze.
- — : pas de participation à l'épreuve.
- : épreuve inexistante.

### Coupe du monde
- Meilleur classement général : 2e en 2004.
- Vainqueur de 2 petits globes de cristal : individuel (2004 et 2005).
- 71 podiums[5] :
  - 37 podiums individuels : 10 victoires, 16 deuxièmes places et 11 troisièmes places.
  - 33 podiums en relais : 13 victoires, 14 deuxièmes places et 6 troisièmes places.
  - 1 podium en relais mixte : 1 victoire.

#### Détail des victoires individuelles
L'Union internationale de biathlon inclut dans les statistiques de victoires individuelles, les Jeux olympiques et les Championnats du monde.
| Saison / Épreuve | Individuel            | Sprint                        | Poursuite                     | Mass-start (départ en masse) | Total |
| 2001-2002        |                       |                               | Salt Lake City (J.O)          |                              | 1     |
| 2002-2003        |                       | Lahti                         |                               |                              | 1     |
| 2003-2004        | Oberhof (Ch du monde) | Lake Placid Oslo-Holmenkollen | Lake Placid Oslo-Holmenkollen | Fort Kent                    | 6     |
| 2004-2005        |                       | Ruhpolding                    | Ruhpolding                    |                              | 2     |

#### Classements en Coupe du monde
| Saison    | Classement général final | Individuel | Sprint | Poursuite | Mass start |
| 1999-2000 | 20e                      |            |        |           |            |
| 2000-2001 | 7e                       | 22e        | 4e     | 7e        | 14e        |
| 2001-2002 | 4e                       | 3e         | 5e     | 5e        | 2e         |
| 2002-2003 | 10e                      | 16e        | 5e     | 13e       | 18e        |
| 2003-2004 | 2e                       | 1re        | 3e     | 2e        | 5e         |
| 2004-2005 | 3e                       | 1re        | 5e     | 2e        | 2e         |
| 2005-2006 | 28e                      | 10e        | 28e    | 41e       | 22e        |
|           |                          |            |        |           |            |
| 2008-2009 | 17e                      | 20e        | 21e    | 22e       | 10e        |
| 2009-2010 | 12e                      | 12e        | 9e     | 33e       | 13e        |